# Mapuche (roman)
Mapuche est un roman noir de Caryl Férey publié en 2012 aux éditions Gallimard et ayant obtenu le prix Landerneau polar 2012 aisni que le prix Tenebris 2013.

## Contexte
Pour écrire le roman Caryl Férey s'immerge dans la société argentine en se rendant à Buenos Aires, où il découvre le milieu des travastis et des clubs de tango. Il rencontre aussi les grands-mères de la place de mai. Il se rend aussi au Chili dans le peuple Mapuche après avoir rencontré un photographe mapuche au cours d'une réunion de l’association France Libertés.

## Résumé
Buenos Aires, 2009-2010.
Le détective privé Ruben Calderon dirige une agence d'enquête sur les responsables des disparus dans l'affaire des enfants volés sous la dictature argentine (1976-1983), au service des Grands-mères de la place de Mai. Ruben a lui-même été enlevé et emprisonné dans les sous-sols de l'Escuela de Mecánica de la Armada, à quinze ans. Il en a ramené un Cahier triste.
Au Café Tortoni, un ami, Carlos Valkin, journaliste à Página/12, lui demande d'enquêter sur son amie Maria Victoria Campallo disparue. La sculptrice Jana, Mapuche, lui demande d'enquêter sur la disparition d'un ami d'ami, Luz, travesti, disparu, et dont le corps est vite découvert émasculé près du vieux port abandonné de La Boca.
Jana est une Mapuche, élevée dans la Province de Chubut, en territoire mapuche, d'où la communauté a été expulsée militairement, au profit d'une multinationale italienne, des « winka(s) » (étrangers prédateurs), d'où sa « colère indienne », son admiration pour la machi, chamane de sa communauté refuge qui l'a incitée à sculpter ses rêves de mythologie Selknam (es), pour le théâtre des rites initiatiques Hain (es), célébrant l'esprit de Kulan ou de Ngünechen. Sa grand-mère Angela, réputée dernière Selknam lui a laissé son couteau Selknam. Victime de la crise financière et économique argentine, comme tant d'autres, à peine arrivée aux Beaux-Arts, elle doit se prostituer pour survivre. Elle passe dix ans d'amitié en partie avec Paula, travesti, « sans diplômes ni autres obsessions que de s'habiller en femme », et dont Luz est une amie.
Ruben assiste impuissant à l'assassinat de José Ossario, expert en chantage et extorsion de scoops, qui lui a tout juste révélé que Maria Victoria est un des bébés enlevés de la dictature, dont il aurait aimé faire « Le Grand Procès ». Son voisin, en phase terminale de cancer, devenu mystique, Franco Diaz, est un ancien militaire argentin, parti à temps, prêt à certaines révélations, et une grande opération de nettoyage est en cours.
Rosa, la mère de Paula, est assassinée, au cours de l'enlèvement de son fils : Ruben découvre dans sa bouche des éléments de photocopies de documents concernant les origines de Paula. Apparaissent les noms de deux bébés disparus : Samuele et Gabriela Veron.
Ruben et Jana se réfugient dans le loft du rocker Jo Pratt, ami de Maria Victoria. Les radios réalisées lors de l'autopsie de Maria Victoria suggèrent qu'elle a été larguée lors d'un vol de la mort, mais l'autopsie officielle n'en fait pas état. Grâce à des recherches internet de Jana, Ruben découvre que le vol a décollé du petit aérodrome de Tigre (Buenos Aires) (et son Centre clandestin de détention)  et que Gianni Del Piro et Montanez Ricardo sont impliqués.

## Personnages
- Jana Wenschwn, Mapuche, sculptrice sur métal, habitant dans l'ancien atelier Furlan
- Paula, Miguel Michellini, 34 ans, travesti, « yeux bleu mésange »
  - sa mère Rosa, blanchisseuse, déjà démente, Syndrome de Rapunzel (en), apropiador ; frère Josef
  - Orlando Lavalle, Luz, 25 ans, travesti assassiné émasculé, résidant au barrio/bidonville à La Villa 21, originaire de Junin
- Ruben Calderon (1962-), grand brun sexy
  - son père Daniel Calderon, poète, disparu en 1978 ; sa petite sœur Elsa disparue en 1978 ; Oswaldo, ami du père
  - sa mère Elena, grande bourgeoisie portègne, « La Duchesse » ; Susana Arguan, 76 ans, vice-présidente des Grands-mères
- Carlos Valkin, 60 ans, journaliste d'investigation à Página/12
- Maria Victoria Campallo, photographe, disparue
  - Eduardo Campallo, homme d'affaires, « gros gibier », soutien du maire Francisco Torres à faire élire à la présidence
  - Isabel de Angelis, épouse Campallo, apropiador
  - Rudolfo Campallo, trentenaire, demi-frère, né à la ESMA, animateur radio
  - Jo Pratt, ami de Maria Victoria, rocker, musicien et chanteur, en loft
- Jorge, gérant de la boîte de trav' « Le Transformer » ; Jil, filtreuse
- club « Le Niceto », boîte de nuit de Palermo (Buenos Aires), où Paula auditionne pour une revue du chorégraphe Gelman
- Raoul Sanz, du « Centre d'Anthropologie légiste », Équipe argentine d'anthropologie judiciaire (es) (EAAF)
- commissaire Ledesma, du commissariat de San Telmo (Buenos Aires), à deux ans de la retraite
  - sergent Fabio Andretti (130 kg) ; agent Jeus Troncon
  - Anita Baragan, 40 ans, jeune paumée blonde sauvée par Ruben, devenue policière à la brigade 911 au commissariat de San Telmo ; Novo ; Jarvis
  - Guillermo Piezza, médecin légiste ; Munoz médecin-chef de l'Institut médico-légal
- Fernando Luque, de la police d'élite ; capitaine Roncero, et autres personnes impliquées dans la couverture des commanditaires
- José Ossario, paparazzi, Ituzaingo 69, Colonia del Sacramento (Uruguay)
  - son voisin, Franco Diaz, « botaniste émérite », retraité, ancien officier de la SIDE, héros des Malouines
- Hector El Pelado Parise, de l'Alliance anticommuniste argentine (AAA), en hélicoptère à l'ouverture du roman, en hydravion à la fin
  - Alfredo El Toro Grunga ; Leon El Picador Angoni ; Puel, Etcheverry, Duran : hommes de main
- Jaime Penthotal Fillol, cardinal von Wermisch, Léandro Ardiles, Oscar Frei, et autres responsables du Processus réfugiés au monastère Los Cipreses

## Éditions
- Mapuche, Gallimard, coll. « Collection Série noire », 2012 (ISBN 978-2-07-013076-4).
- Mapuche, Gallimard, coll. « Folio », 2013 (ISBN 978-2-07-045297-2 et 978-2-07-078495-0)

## Réception
Le public francophone de romans noirs apprécie ce thriller sur « les démons de l'Argentine »,. Le roman obtient le prix du meilleur polar français du magazine Lire. 
Le roman suivant de Caryl Férey, Condor (2016), suit les traces de Gabriela la soeur de Jana. 

## Récompenses
- Prix Landerneau polar 2012[7]
- Prix Tenebris 2013